# Flughafen Santorin

i8
i11
i13
Der Flughafen Santorin (griechisch Κρατικός Αερολιμένας Σαντορίνης Kratikos Aerolimenas Santorinis, (IATA-Code: JTR, ICAO-Code: LGSR)) ist ein griechischer Flughafen im Südosten der Kykladeninsel Santorin, nahe der Küste bei Monolithos und Kamari, etwa fünf Kilometer vom Hauptort Fira entfernt. Letzteres und der griechische Name der Insel, Thira, sind im Luftverkehr ebenfalls oft als Name des Flughafens zu finden.
Der Flughafen wird militärisch und, seit 1972, auch zivil genutzt. Er besitzt ein beleuchtetes Vorfeld mit Parkmöglichkeit für sechs Flugzeuge.
Neben der aktiven Start- und Landebahn 16L/34R befindet sich westlich die Bahn 16R/34L, die allerdings geschlossen ist und nur als Taxiway benutzt wird.
Die Busgesellschaft KTEL Thira (ΚΤΕΛ Θήρας) hat den Flughafen in ihr Liniennetz eingebunden. In die größere Orte bestehen regelmäßige Verbindungen.

## Betreiber
Im Dezember 2015 wurde die Privatisierung des Flughafens Santorin und 13 weiterer griechischer Regionalflughäfen mit der Unterzeichnung einer Vereinbarung zwischen dem Joint Venture zwischen der Fraport AG und der Copelouzos Group und dem staatlichen Privatisierungsfonds abgeschlossen. Die Konzession hat eine Laufzeit von 40 Jahren ab dem Zeitpunkt der Betriebsübernahme am 11. April 2017 und umfasst die Festlandflughäfen Thessaloniki, Aktion und Kavala sowie die Flughäfen auf den Inseln Kreta (Chania), Kefalonia, Korfu, Kos, Mykonos, Mytilini, Rhodos, Samos, Santorin, Skiathos und Zakynthos.

## Terminal

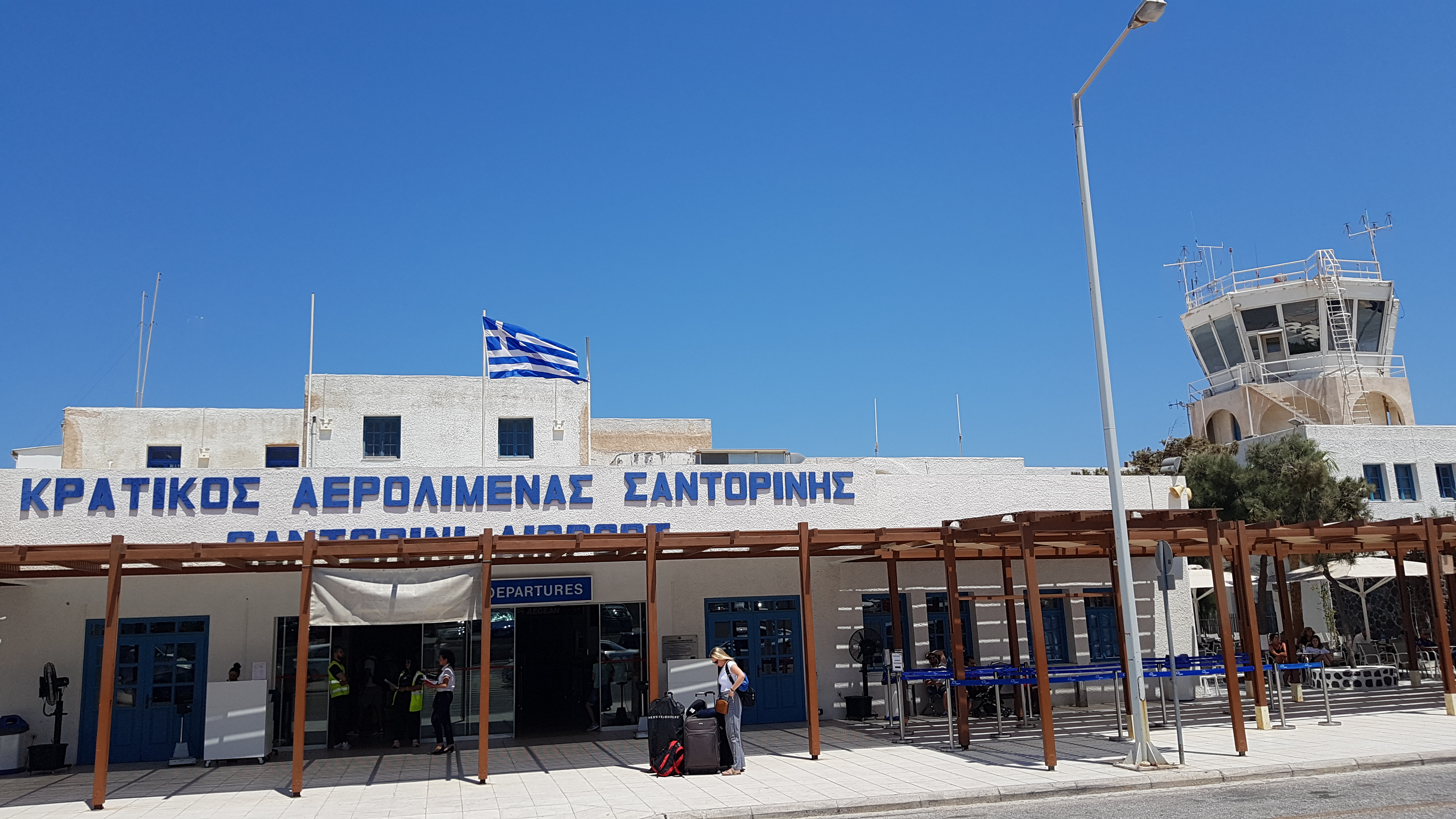
Terminal im Jahr 2019 vor dem Umbau

Das Terminal wurde 1989 erbaut. Im Flughafengebäude befinden sich Reisebüros, kleine Restaurants, Autovermietungen sowie Büros von Fluggesellschaften. Außerdem besteht die Möglichkeit zum steuerfreien Einkaufen.
2021 wurden umfangreiche Renovierungs- und Vergrößerungsarbeiten am Terminal abgeschlossen. Die Terminal wurde deutlich erweitert und die Kapazitäten vergrößert. Unter anderem entstanden neun weitere Check-in-Schalter, ein neues, modernes Gepäck-Transport-System, eine neue Feuerwache und weitere Abflug-Gates. Der Parkplatz und das Gelände vor dem Flughafen wurden ebenfalls neu gestaltet.

## Flugverbindungen
Der Flughafen ist primär Ziel der nationalen Fluggesellschaften Olympic Air und Aegean Airlines. Während der Tourismussaison bestehen zahlreiche Charterflugverbindungen mit Nord-, West- und Mitteleuropa.